# Мерсье-Деклу, Лиззи
Мартин-Элизабет Мерсье-Деклу (фр. Lizzy Mercier Descloux; 16 декабря 1956, Париж — 20 апреля 2004, Сен-Флоран, Корсика) — певица и музыкант родом из Франции, прославившаяся как начинательница стиля worldbeat, сочетавшего в себе элементы этники и классической эстрадной музыки. Занималась также живописью и поэзией. 

## Биография
Выросла в Лионе, в юности перебралась в Париж, рассчитывая начать обучение в школе искусств. В городе она познакомилась с Мишелем Эстебаном, ставшим позже её верным партнёром; по его словам, всё своё свободное время она тратила на чтение, рисование и сочинение стихов. Вместе с ним она организовала первый во Франции панк-фэнзин «Rock News». Вскоре они приобрели в Париже своеобразную известность как местные Макларен и Вествуд, во многом благодаря лавочке Эстебана под названием «Harry Cover», где продавалась «панковская» одежда и музыкальные записи.
В декабре 1975 года Мартин-Элизабет, прозванная Эстебаном «Лиззи» на английский манер, побывала вместе с ним в Нью-Йорке, где познакомилась с Ричардом Хеллом (позже он сделал Лиззи прототипом Криссы, подруги главного героя, в своем романе «Погнали!») и Патти Смит, которая стала её хорошей приятельницей; в 1977-м же она переехала в США насовсем. Первым музыкальным проектом Лиззи стал «перформанс-арт коллектив» Rosa Yemen, организованный ею со знакомым гитаристом. Примерно в это же время вышла её первая книга «Desiderata», — сборник рисунков и стихотворений, созданный в соавторстве со Смит и Хеллом.
EP Rosa Yemen, ставший классикой в то время только начинавшегося стиля ноу-вейв, был издан в 1978 году фирмой Мишеля Эстебана и Майкла Зильки ZE Records, с которой сотрудничали такие именитые музыканты, как Лидия Ланч и Suicide. Годом позже там же вышел первый сольный альбом Лиззи, Press Color, сочетавший в себе элементы электронной музыки, пост-панка, ноу-вейв и классического диско. Половина альбома состояла из перепевок чьих-либо песен, среди которых — «Fire» Артура Брауна, заглавная тема из телесериала «Миссия невыполнима» и классическая поп-песня «Fever», переименованная на альбоме в «Tumor». 
Второй альбом Лиззи, Mambo Nassau, записанный на Багамах, знаменовал собою отход от классического ноу-вейв; в нём ярче проявилось влияние фанка и этнической музыки, стилистически он напоминал некоторые работы Talking Heads. Через три года после его выхода в 1981 году певица начала путешествие по Африке. Её третий альбом, озаглавленный по имени певицы и позже изданный заново под названием Zulu Rock, был записан с музыкантами из ЮАР в столице Республики; на нём Лиззи окончательно порвала с электроникой, сделав упор на народные мотивы. Вопреки всем ожиданиям, песня «Mais où Sont Passées les Gazelles», изданная синглом, стала во Франции хитом, а сам Zulu Rock называли «альбомом года». За ним последовали One 4 The Soul, записанный в Бразилии с джазменом Ч. Бейкером, и Suspense, последний альбом певицы, над которым она работала вместе с Марком Каннингемом из экспериментального ансамбля Mars. После этого Лиззи посвятила себя живописи, изредка включаясь во всевозможные музыкальные проекты и сочиняя саундтреки для кино; в 1995 г. она вернулась к музыке, записала альбом, но в продаже он так и не появился (позднее несколько треков с него вошло в сборник Best Off, изданный уже после смерти Мерсье). Свои последние годы она провела на Корсике, рисуя и сочиняя стихи; там же она продолжала работать над своим романом «Buenaventura», начатым во время поездки в Швейцарию в 80-х. Издан он так и не был.
В 2003 у певицы был выявлен рак. Годом позже она скончалась в своём доме на Корсике; незадолго до её смерти на ZE Records были изданы заново альбомы Press Color (вместе с EP Rosa Yemen и бонус-треками) и Mambo Nassau. Прах покойной, согласно её воле, был развеян над морем.

## Дискография

### Альбомы
- Press Color (ZE Records, 1979, переиздан в 2003)
- Mambo Nassau (ZE Records,1981, переиздан в 2003)
- Lizzy Mercier Descloux (ZE Records, 1984, переиздан в 2006 под названием Zulu Rock)
- One 4 The Soul (Polydor, 1986)
- Suspense (Polydor, 1988)

### Синглы, EP
- Rosa Yemen EP (1978)
- Fire (1971)
- Funky Stuff/Mambo Nassau (1981)
- Don't You Try To Stop Me (1982)
- Maita (1983)
- Wakwazulu Kwezuzulu Rock (1984)
- Mais où Sont Passées les Gazelles (1984)
- Fog Horn Blues (1985)
- Calypso Moguls (1986)
- Guele D'Amour (1988)
- Hard Boiled Babe Edits (сборник ремиксов на песню «Hard-Boiled Babe», 2012)

### Сборники
- Best Off (ZE Records, 2006)
- From Heaven With Love (ZE Records, 2011)

### VA compilations
- ZEtrospective (ZE Records, 1989). Включает в себя композицию: «Jim On The Move» (Press Color, 1979)
- Hashisheen: The End of Law (Bill Laswell — Sub Rosa, 1999). Включает в себя композицию: «Morning High» (дуэт с Патти Смит на стихотворение Рембо «Matinée d’ivresse»/«Утро опьянения»; записана специально для этого сборника, прежде не издавалась).
- Frenchy But Chic (Virgin Records France, 1994). Включает в себя композицию: «Wawa» (Press Color, 1979)
- N.Y. No Wave (ZE Records, 2003). Включает в себя композиции: «Wawa» (Press Color, 1979), «Rosa Vertov» (Rosa Yemen EP, 1978), «Torso Corso» (Press Color), «Decryptated» (Rosa Yemen EP), «Larousse Baron Bic» (Rosa Yemen EP), «Herpes Simplex» (Rosa Yemen EP).
- New York Noise: Dance Music From the New York Underground 1978—1982 (Soul Jazz Records, 2003, в рамках серии «New York Noise»). Включает в себя композицию: «Wawa» (Press Color, 1979)
- Rare Trax 31: The French Connection. Pop aus Frankreich von gestern bis heute (Rolling Stone Deutschland, 2003, в рамках серии «Rare Trax»). Включает в себя композиции: «Les Baisers D'amants» (би-сайд с сингла «Maita», 1983), «Mission Impossible»  (Press Color, 1979)
- Mutant Disco, vol. 1 (ZE Records, 2004). Включает в себя композицию: «Funky Stuff» (Mambo Nassau, 1981)
- Mutant Disco, vol. 2 (ZE Records, 2004). Включает в себя композиции: «Mission Impossible» (Press Color, 1979), «Fire» (Press Color)
- Undercover (ZE Records, 2004). Включает в себя композицию: «Let's Get It On» (раньше не издавалась)
- B loves ZE (ZE Records, 2007). Включает в себя композицию: «Torso Corso» (Press Color, 1979)
- Funky Nassau: The Compass Point Story 1980—1986 (Strut, 2008). Включает в себя композицию: «Lady O K'pele» (Mambo Nassau, 1981)
- Des jeunes gens modernes (Born Bad Records, 2008). Включает в себя композицию: «Torso Corso» (Press Color, 1979)
- ZE 30 (ZE Records, 2010). Включает в себя композицию: «Hard-Boiled Babe» (бонус-трек с переиздания «Press Color»).
- Bustin' Out: New Wave to New Beat: The Post Punk Era 1979—1981 (Bustin' Out, 2010). Включает в себя композицию: «Fire» (Press Color, 1979)
- Ze Sound of N.Y.C. — Manhattan 80's Soundtrack (Les Inrockuptibles, 2011). Включает в себя композицию: «Fire» (Press Color, 1979)